# Samariterstraße
De Samariterstraße is een ong. 700 m lange straat van de Frankfurter Allee naar Eldenaer Straße in het Berlijnse stadsdeel Friedrichshain. De straat is het centrum van het Samariterviertel.
De straat kreeg haar naam in 1895, naar de nabijgelegen "Samariterkirche". Door de grote saneringsmaatregelen van de laatste jaren werd de Samariterstraße en een der populairste straten van de oostelijke Berlijnse binnenstad. Centrum is de Samariterplatz met de Samariterkirche, ter hoogte van de Bänschstraße. Bij de kruising met de Frankfurter Allee bevindt zich het van 1928 tot 1930 door Alfred Grenander gebouwde metrostation Samariterstraße. De straat dankt haar bijzondere aantrekkingskracht aan de mengeling van modezaken, kunstgalerieën, restaurants en ambachtszaken.